# N850 (België)
De N850 is een gewestweg in de Belgische provincie Luxemburg. Deze weg vormt de verbinding tussen de N82 en de N881 in de gemeente Aarlen.
De totale lengte van de N850 bedraagt ongeveer 3 kilometer.